# Кузнецов, Илья Владимирович (композитор)
Илья Владимирович Кузнецов (род. 1976) — российский композитор, хормейстер.

## Биография
В 1996 году окончил дирижёрско-хоровое отделение Музыкального училища имени Н. А. Римского-Корсакова. В 2001 году окончил композиторский факультет Санкт-Петербургской государственной консерватории, в 2003 году — ассистентуру-стажировку (класс композиции профессора Бориса Тищенко).
Лауреат Всероссийского конкурса молодых оперных композиторов (2003). С 2008 года — художественный руководитель Академического хора СПбГУ имени Г. М. Сандлера.
Автор опер, балета, симфонических, хоровых, камерно-инструментальных сочинений, музыки к спектаклям и телевизионным фильмам.
Лауреат премии «Золотой софит» и номинант премии «Золотая маска» за оперу «Шинель» (2012).
В настоящее время является дирижером Духового оркестра СПбГДТЮ и художественным руководителем ансамбля «Кронверк брасс».